# 14 فبراير
- السبت
- الأحد
- الاثنين
- الثلاثاء
- الأربعاء
- الخميس
- الجمعة

- 12 شعبان 1446  هـ
- 23 شعبان 1446  هـ
- 34 شعبان 1446  هـ
- 45 شعبان 1446  هـ
- 56 شعبان 1446  هـ
- 67 شعبان 1446  هـ
- 78 شعبان 1446  هـ
- 89 شعبان 1446  هـ
- 910 شعبان 1446  هـ
- 1011 شعبان 1446  هـ
- 1112 شعبان 1446  هـ
- 1213 شعبان 1446  هـ
- 1314 شعبان 1446  هـ
- 1415 شعبان 1446  هـ
- 1516 شعبان 1446  هـ
- 1617 شعبان 1446  هـ
- 1718 شعبان 1446  هـ
- 1819 شعبان 1446  هـ
- 1920 شعبان 1446  هـ
- 2021 شعبان 1446  هـ
- 2122 شعبان 1446  هـ
- 2223 شعبان 1446  هـ
- 2324 شعبان 1446  هـ
- 2425 شعبان 1446  هـ
- 2526 شعبان 1446  هـ
- 2627 شعبان 1446  هـ
- 2728 شعبان 1446  هـ
- 2829 شعبان 1446  هـ

14 فبراير أو 14 شُباط أو يوم 14 \ 2 (اليوم الرابع عشر من الشهر الثاني) هو اليوم الخامس والأربعون (45) من السنة وفقًا للتقويم الميلادي الغربي (الغريغوري). يبقى بعده 320 يومًا لانتهاء السنة، أو 321 يومًا في السنوات الكبيسة.

## أحداث
- 273 - موت القديس فالنتين بقطع الرأس
- 1804 - كاراجورجي يقود أول انتفاضة صربية ضد الدولة العثمانية.
- 1859 - أوريغون تصبح الولاية رقم 33 من الولايات المتحدة الأمريكية.
- 1876 - ألكسندر غراهام بيل يسجل براءة اختراع الهاتف.
- 1878 - السلطان العثماني عبد الحميد الثاني يحل البرلمان بعد أقل من عام على إنشاءه، ولم تعد الحياة البرلمانية إلا بعد ثلاثون عامًا بعد انقلاب عام 1908.
- 1879 - بدء «حرب الباسيفيكي» وذلك عندما احتلت القوات التشيلية مدينة «أنتوفاغستا» البوليفية.
- 1899 - الكونغرس الأمريكي يوافق على استعمال آلات التصويت في الانتخابات الاتحادية.
- 1900 - 20000 من القوات البريطانية تغزو «دولة أورانج الحرة» في جنوب أفريقيا وذلك أثناء حرب البوير الثانية.
- 1905 - زلزال في جزر أندريانوف بألاسكا بقوة 7.3 على مقياس ريختر، وهو واحد من أكبر الزلازل في الولايات المتحدة.
- 1908 - انتخاب محمد فريد زعيمًا للحزب الوطني المصري خلفًا لمصطفى كامل.
- 1912 -
  - ولاية أريزونا تصبح الولاية 48 من الولايات المتحدة الأمريكية.
  - تدشين أول غواصة تعمل بالديزل في غروتون بولاية كونيتيكت.
- 1918 - الاتحاد السوفيتي يتبنى العمل بالتقويم الغريغوري.
- 1943 -
  - وقوع معركة ممر قصرين عندما قام فيلق أفريقيا الألماني بقيادة إرفين رومل بالهجوم على دفاعات قوات الحلفاء في تونس.
  - تحرير روستوف بروسيا وذلك بالسنوات الأخيرة من الحرب العالمية الثانية.
- 1944 - ثورة في جاوة على اليابان أثناء الحرب العالمية الثانية.
- 1945 -
  - سلاح الجو الملكي البريطاني وسلاح الجو الأمريكي يبدآن القصف الحارق لدريسدن عاصمة مقاطعة ساكسونيا الألمانية.
  - الرئيس الأمريكي فرانكلين روزفلت يستقبل ملك السعودية عبد العزيز آل سعود على متن المدمرة الأمريكية «كوينزي» في البحيرات المرة في مصر، وبهذا اللقاء قاما بتدشين العلاقات الدبلوماسية بين البلدين.
- 1946 -
  - إزاحة الستار عن إينياك، وهو أول حاسب إلكتروني متعدد الأغراض في جامعة بنسلفانيا.
  - تأميم بنك إنجلترا.
- 1949 -
  - إعدام يوسف سلمان يوسف وثلة من رفاقه من مؤسسي الحزب الشيوعي العراقي.
  - انعقاد أول اجتماع للكنيست الإسرائيلي.
- 1956 - الزعيم السوفيتي نيكيتا خروتشوف ينتقد سلفه جوزيف ستالين ويندد بجرائمه أمام مؤتمر الحزب الشيوعي السوفييتي.
- 1958 - العراق والأردن يتحدان في اتحاد قومي أطلق عليه الاتحاد العربي الهاشمي.
- 1979 - متطرفون يختطفون السفير الأمريكي في أفغانستان أدولف دوبس الذي لقي حتفه لاحقًا في معركة بين الشرطة وخاطفيه.
- 1982 - إضراب عام شامل في الجولان السوري المحتل رفضًا لقرار الكنيست الاسرائيلي بضم هضبة الجولان وفرض القوانين الإسرائيلية عليها.
- 1989 -
  - المرجع الديني روح الله الموسوي الخميني يصدر فتوى يهدر بها دم الكاتب سلمان رشدي وذلك بسبب روايته «آيات شيطانية».
  - شركة «يونيون كاربايد» توافق على دفع مبلغ 470 مليون دولار كتعويض للحكومة الهندية لتسببها بكارثة بوبال.
- 2002 - دولة البحرين تتخذ اسم مملكة البحرين، وتغير لقب الحاكم من أمير إلى ملك.
- 2005 - اغتيال رئيس وزراء لبنان الأسبق رفيق الحريري بتفجير سيارته في بيروت.
- 2006 - حراس المسجد الأقصى يفشلون محاولة تسلل أربعة من المتطرفين اليهود إلى المسجد في ساعات متأخرة من الليل، حيث كانوا يحفرون في مقبرة الرحمة محاولين الوصول إليه.
- 2009 - الإمارات العربية المتحدة ترفض إصدار تأشيرة دخول للاعبة كرة المضرب الإسرائيلية شاهار بير لتشارك في بطولة سوني ايريكسون المقامة في إمارة دبي.
- 2011 - بدء الاحتجاجات الشعبية في البحرين.
- 2015 - العاصمة الدنماركية كوبنهاغن تشهد عدة هجمات تخلف 3 قتلى بينهم المشتبه فيه، و5 جرحى أثناء ندوة بحضور السفير الفرنسي وصاحب الرسوم المسيئة للرسول محمد.
- 2018 -
  - جاكوب زوما يستقيل من منصبه كرئيس لجنوب أفريقيا بعد ضغوط من البرلمان الجنوب أفريقي.
  - مقتل 17 شخصًا وإصابة 14 آخرين في حادثة إطلاق نار في مدرسة مارجوري ستونمان داغلاس في بلدة باركلاند بِفلوريدا.
- 2019 - مقتل 46 عُنصرًا على الأقل من قُوَّات الأمن الهنديَّة في تفجيرٍ انتحاريّ على مقرُبةٍ من بولواما في المنطقة التي تُديرها الهند من كشمير.

## مواليد
- 1483 - ظهير الدين بابر، مؤسس سلطنة مغول الهند.
- 1602 - فرانشيسكو كافالي، ملحن إيطالي.
- 1766 - توماس مالتوس، اقتصادي بريطاني.
- 1818 - فريدريك دوغلاس، كاتب أمريكي وأحد دعاة التحرير من العبودية.
- 1819 - كروستوفر شولز، صحفي ومخترع أمريكي.
- 1824 - وينفيلد سكوت هانكوك، ضابط في الجيش الأمريكي.
- 1869 - تشارلز ويلسون، عالم فيزياء اسكتلندي حاصل على جائزة نوبل في الفيزياء عام 1927.
- 1895 - ماكس هوركهايمر، فيلسوف وعالم اجتماع ألماني.
- 1898 - فريتز زفيكي، عالم فيزياء وفلك سويسري.
- 1902 - ثيلما ريتر، ممثلة أمريكية.
- 1904 - هرتا كوسينن، سياسية فنلندية.
- 1913 - جيمي هوفا، زعيم اتحاد عمال أمريكي.
- 1916 - مارسيل بيجار، جنرال فرنسي.
- 1917 - هيربرت هاوبتمان، عالم رياضيات أمريكي حاصل على جائزة نوبل في الكيمياء عام 1985.
- 1927 - سيزو كاتو، ممثل أداء صوتي ياباني.
- 1937 - سهير البابلي، ممثلة مصرية.
- 1939 - يوجين فاما، اقتصادي أمريكي.
- 1941 - دونا شلالا، أكاديمية ووزيرة أمريكية.
- 1942 - مايكل بلومبيرغ، رجل أعمال وسياسي أمريكي.
- 1945 - هانز آدم الثاني، أمير ليختنشتاين.
- 1951 - كيفن كيغان، لاعب ومدرب كرة قدم إنجليزي.
- 1954 - كوهيه تاناكا، ملحن ياباني.
- 1955 - طلعت زين، ممثل ومغني مصري.
- 1957 - سهام إبراهيم، مغنية سورية.
- 1961 - لطيفة، مغنية تونسية.
- 1963 - سودابة أميني، شاعرة إيرانية.
- 1967 - مارك روته، سياسي هولندي.
- 1969 - فاطمة الحوسني، ممثلة إماراتية.
- 1970 -
  - محمد الأمير، ممثل كويتي.
  - سايمون بيج، ممثل بريطاني.
- 1971 -
  - تومي دريمر، مصارع أمريكي.
  - بيج دادي في، مصارع أمريكي.
- 1972 -
  - أغادير السعيد، ممثلة سعودية.
  - نجوى نمري، مغنية وممثلة إسبانية من أصل أردني.
- 1981 - ماتيو بريغي، لاعب كرة قدم إيطالي.
- 1982 - عامر شفيع، لاعب كرة قدم أردني.
- 1982 - جون هالز، لاعب كرة قدم إنجليزي.
- 1983 - بكاري سانيا، لاعب كرة قدم فرنسي.
- 1984 - حامد النموشي، لاعب كرة قدم تونسي.
- 1985 -
  - كريمة أدبيب، ممثلة إنجليزية من أصل مغربي.
  - فيليب سينديروس، لاعب كرة قدم سويسري.
- 1986 - كانغ مين سوو، لاعب كرة قدم كوري جنوبي.
- 1987 -
  - إدينسون كافاني، لاعب كرة قدم أوروغواياني.
  - ديفيد ويتير، لاعب كرة قدم إنجليزي.
- 1988 - أنخل دي ماريا، لاعب كرة قدم أرجنتيني.
- 1989 - آدم ماتوتشيك، لاعب كرة قدم بولندي.
- 1992 -
  - فريدي هايمور، ممثل إنجليزي.
  - كريستيان إريكسن، لاعب كرة قدم دنماركي.

## وفيات
- 1779 - جيمس كوك، مستكشف إنجليزي.
- 1943 - ديفيد هيلبرت، عالم رياضيات ألماني.
- 1944 - حسين الدندن، فقيه جعفري وشاعر سعودي.
- 1961 - زكريا أحمد، ملحن مصري.
- 1976 - سيد النقشبندي، منشد ديني مصري.
- 1979 -
  - فكري باشا أباظة، أديب وصحفي مصري.
  - أدولف دوبس، سفير الولايات المتحدة لدى أفغانستان.
- 1981 - شفيق نور الدين، ممثل مصري.
- 1985 - فرانسيسكو تامايو تيبيس، عالم نبات فنزويلي.
- 1996 - بوب بيزلي، لاعب ومدرب كرة قدم إنجليزي.
- 2002 - ناندور هيديكوتي، لاعب ومدرب كرة قدم هنغاري.
- 2005 - رفيق الحريري، رئيس وزراء لبناني.
- 2016 - محمد المختار المهدي، عالم أزهري مصري.
- 2017 - نجاح أديب الساعاتي، أوَّل صيدلانيّة تتخرَّج من الجامعة السورية.
- 2019 - غسان جبري، مخرج سوري.
- 2021 - عباس الجنابي، إعلامي وشاعر عراقي.
- 2021 -
  - مريد البرغوثي، شاعر وأديب فلسطيني.
  - كارلوس منعم، سياسي أرجنتيني شغل منصب رئيس جمهورية بلاده من أصل سوري .

## أعياد ومناسبات
- عيد الحب.
- يوم الحداد الوطني في المكسيك.
- يوم الميثاق في البحرين.

## وصلات خارجية
- وكالة الأنباء القطريَّة: حدث في مثل هذا اليوم.
- النيويورك تايمز: حدث في مثل هذا اليوم.
- BBC: حدث في مثل هذا اليوم.